# إريك كايزر
إريك كايزر (بالفرنسية: Éric Kayser)‏ هو خَبّاز وناقد الطعام فرنسي، ولد في 16 أكتوبر 1964 في 1964.